# Сайко, Виктор Фёдорович
Виктор Фёдорович Сайко (род. 7 марта 1936, Деймановка, Харьковская область) — советский деятель, специалист в области сельского хозяйства, директор Украинского НИИ земледелия Южного отделения ВАСХНИЛ. Депутат Верховного Совета УССР 11-го созыва. Доктор сельскохозяйственных наук (1987), профессор (1991), член-корреспондент ВАСХНИЛ (1988). Академик Украинской аграрной академии наук (1990).

## Биография
В 1954—1957 г. — студент Берёзоворудского сельскохозяйственного техникума (село Берёзовая Рудка Полтавской области).
В 1957—1959 г. — главный агроном колхоза имени Сталина Оржицкого района Полтавской области.
В 1959 году вступил в КПСС.
В 1959—1963 г. — бригадир комплексной бригады колхоза имени Калинина города Пирятин Полтавской области. В 1963—1965 г. — главный агроном колхоза «Авангард» города Пирятин Полтавской области.
В 1959—1965 г. — студент Украинской сельскохозяйственной академии без отрыва от производства.
В 1965—1966 г. — заместитель начальника Пирятинского районного производственного управления сельского хозяйства Полтавской области. В 1966—1970 г. — начальник Гребенковского районного производственного управления сельского хозяйства Полтавской области. В 1970—1973 г. — 1-й заместитель председателя исполкома Гребенковского районного совета депутатов трудящихся, начальник Гребенковского районного управления сельского хозяйства Полтавской области.
В 1972 году в Украинской сельскохозяйственной академии защитил кандидатскую диссертацию на тему «Влияние агротехнических приемов на урожай озимой пшеницы в условиях Левобережной Лесостепи Украины».
В 1973—1976 г. — заведующий отдела сортовой агротехники Мироновского научно-исследовательского института селекции и семеноводства пшеницы ВАСХНИЛ (с. Центральное Мироновского района Киевской области). В 1976—1983 г. — заместитель директора по научной работе Мироновского научно-исследовательского института селекции и семеноводства пшеницы ВАСХНИЛ Киевской области.
В 1983—2011 г. — директор Украинского научно-исследовательского института земледелия Южного отделения ВАСХНИЛ (с 1990 — Института земледелия УААН, с 2006 — Национального научного центра «Институт земледелия НААН» (Чабаны Киевской области)). С 2011 г. — советник дирекции института.
В 1987 году в Московской сельскохозяйственной академии защитил докторскую диссертацию на тему «Научные основы выращивания озимой пшеницы по интенсивной технологии»;
В 1984—1996 г. — член Научно-технического совета Министерства сельского хозяйства и продовольствия Украины. С 1998 г. — заместитель сопредседателя Межведомственной научного совета НАН Украины и НААН по проблемам агропромышленного комплекса.
В 1983—1991 г. — руководитель Киевского селекционного центра ВАСХНИЛ. С 1983 — руководитель Центра научного обеспечения агропромышленного производства Киевской области. В 1996—2000 г. — председатель экспертного совета ВАК по агрономии, лесного хозяйства и мелиорации.
Автор более 300 публикаций, среди них 12 монографий, 2 учебных пособия.

## Награды
- орден Трудового Красного Знамени (1976);
- дважды Орден «Знак Почёта» (1965, 1987);
- орден князя Ярослава Мудрого 5-й степени (2000);
- орден За заслуги 2-й степени (2017);
- орден За заслуги 3-й степени (2006);
- медали;
- Государственная премия Украинской ССР в области науки и техники (1977);
- Государственная премия Украины в области науки и техники (1992);
- Премия имени Вернадского УЕАН (1977, 1995);
- Заслуженный деятель науки и техники Украины (1995).